# Línea SE2 (EMT Madrid)
El Servicio Especial codificado como SE2, que a efectos de numeración interna es la línea 898, de la EMT de Madrid une Plaza Elíptica con Cuatro Vientos.

## Características
Fue puesta en servicio el 15 de enero de 2025, con motivo de las obras de soterramiento de la autovía A-5.
Une sin paradas intermedias el intercambiador de Plaza Elíptica (cabecera provisional de los autobuses interurbanos de la Sierra Oeste de Madrid) con la estación de Cuatro Vientos, donde se sitúan, mientras duren las obras, todas las cabeceras de los autobuses interurbanos del corredor 5.
En sus comienzos, tenía una dotación máxima de 14 autobuses, con una frecuencia de 5 minutos en horas punta. Posteriormente dichas frecuencias se vieron reducidas hasta contar con un máximo de 4 autobuses.

## Frecuencias
| Lunes a viernes laborables              |                    |
| De 06:00 a 21:00                        | cada 12 minutos    |
| De 21:00 a 23:00                        | cada 12-18 minutos |
| Sábados laborables, domingos y festivos |                    |
| De 06:00 a 23:00                        | cada 20 minutos    |

## Paradas
| Código | Parada                                     | Conexiones con Metro y Cercanías |
| ------ | ------------------------------------------ | -------------------------------- |
| 19224  | Plaza Elíptica                             | Plaza Elíptica                   |
| 4826   | Estación de Cuatro Vientos (solo descenso) | Cuatro Vientos                   |
| 51147  | Cuatro Vientos (solo ascenso)              | Cuatro Vientos                   |